# 4. SS-Polizei-Panzergrenadier-Division
La 4. SS-Polizei-Panzergrenadier-Division era una divisione delle Waffen-SS impiegata in combattimento durante la Seconda guerra mondiale.

## Storia
La 4. SS-Polizei-Panzergrenadierdivision fu costituita il 10 gennaio 1939 presso il campo di addestramento di Wandern con personale proveniente dall'Ordnungspolizei. Tale divisione venne considerata come unità di seconda linea, e non pienamente parte delle SS, tanto che i soldati indossavano l'uniforme ordinaria dell'Ordnungspolizei con l'aggiunta dell'aquila dell'esercito.
Nel giugno 1940 la divisione fu inizialmente posta in riserva nella vittoriosa Campagna di Francia, solamente tra il 9 e il 10 giugno gli uomini ottennero il battesimo del fuoco, entrando in azione nell'attraversamento del fiume Aisne lungo il canale delle Ardenne, venendo in seguito pesantemente impegnata contro le retroguardie francesi che si stavano ritirando, e contribuendo in maniera decisiva nella presa della città di Les Islettes. Alla fine di giugno l'unità venne nuovamente destinata a riserva.
Il 27 giugno 1941 la divisione fu trasferita sul Fronte Orientale e inserita nella riserva del Gruppo d'armate Nord. Nell'agosto successivo entrò in azione nei pressi di Luga nel tentativo di stabilire una testa di ponte; nonostante ripetuti assalti, che causarono la morte di 2.000 soldati, solamente con l'aiuto di altre divisioni dell'esercito gli uomini della "Polizei" riuscirono ad avere la meglio sulla tenace resistenza sovietica. Dopo la battaglia di Luga, la divisione fu trasferita a nord per partecipare all'assedio di Leningrado.
Solamente nel gennaio del 1942, dopo essersi distinta in questi combattimenti, la divisione ottenne lo "status" di divisione delle Waffen-SS.
Dal gennaio al marzo del 1942 la divisione fu impegnata nella zona del fiume Volchov nei tentativi di circondare e distruggere la 2. Armata d'Assalto Sovietica. Tra gennaio e febbraio 1943 i soldati della "Polizei" vennero impegnati nell'arginare l'avanzata sovietica a sud del Lago Ladoga, e, successivamente, nella ritirata ad ovest di Kolpino.
Sempre nel febbraio del 1943, la divisione, in seguito alle pesanti perdite dell'inverno precedente, fu ridotta a un Kampfgruppe (gruppo di combattimento), mentre altri reparti divisionali vennero trasferiti ad ovest per essere riorganizzati.
Dopo essere stata riorganizzata, la divisione fu trasferita nei Balcani: alcune unità vennero impegnati in azioni contro i partigiani in Grecia, mentre altre furono impegnate nei pressi di Belgrado. Nel gennaio del 1945, la "Polizei" venne trasferita in Slovacchia, e poi in Pomerania per assistere le altre divisioni tedesche che cercavano di arginare l'avanzata russa. Poco dopo la divisione venne trasferita a Danzica, ma rimasta intrappolata, si ritirò dapprima nella penisola di Hela, per poi sfuggire alla cattura da parte dei sovietici, ed arrendersi agli americani presso Wittenberge-Lenzen.

## Teatri operativi
- Fronte occidentale, maggio 1940 - giugno 1941
- Fronte orientale, luglio 1941 - novembre 1943
- Balcani (controllo territorio), dicembre 1943 - agosto 1944
- Fronte orientale, settembre 1944 - aprile 1945

## Decorati con la Croce di Cavaliere
In totale furono 25 gli uomini decorati con la Croce di Cavaliere della Croce di Ferro.

## Comandanti
- Generalleutnant der Polizei Konrad Hitschler (1º settembre 1940 - 8 settembre 1940)
- SS-Obergruppenführer Karl Pfeffer-Wildenbruch (8 settembre 1940 - 10 novembre 1940)
- SS-Gruppenführer Arthur Mülverstadt (10 novembre 1940 - 8 agosto 1941)
- SS-Obergruppenführer Walter Krüger (8 agosto 1941 - 5 dicembre 1941)
- General der Polizei Alfred Wünnenberg (15 dicembre 1941 - 17 aprile 1943)
- SS-Brigadeführer Fritz Freitag (17 aprile 1943 - 1º giugno 1943)
- SS-Brigadeführer Fritz Schmedes (1º giugno 1943 - 18 agosto 1943)
- SS-Brigadeführer Fritz Freitag (18 agosto 1943 - 20 ottobre 1943)
- SS-Oberführer Friedrich-Wilhelm Bock (20 ottobre 1943 - 19 aprile 1944)
- SS-Brigadeführer Jürgen Wagner (19 aprile 1944 - maggio 44)
- SS-Oberführer Friedrich-Wilhelm Bock (maggio 1944 - 5 luglio 1944)
- SS-Brigadeführer Herbert-Ernst Vahl (5 luglio 1944 - 22 luglio 1944)
- SS-Standartenführer Karl Schümers (22 luglio 1944 - 16 agosto 1944)
- SS-Oberführer Helmuth Dörner (16 agosto 1944 - 22 agosto 1944)
- SS-Brigadeführer Fritz Schmedes (22 agosto 1944 - 27 novembre 1944)
- SS-Standartenführer Walter Harzer (27 novembre 1944 - 1º marzo 1945)
- SS-Standartenführer Fritz Göhler (1º marzo 1945 - marzo 1945)
- SS-Standartenführer Walter Harzer ( marzo 1945 - 8 maggio 1945)

## L'insegna divisionale
L'insegna divisionale è caratterizzata da uno scudo appuntato, che presenta un intaglio al cantone destro del capo, di nero alla bordura d'argento a un gancio di lupo (Wolfsangel) verticale anch'esso alla bordura d'argento. L'insegna runica (Wolfsangel), originalmente utilizzata come talismano per tenere lontani i lupi mannari, divenuta in seguito simbolo araldico e emblema della città di Wolfstein, fu utilizzata nel XV secolo come simbolo delle rivolte contadine contro i mercenari dei principi tedeschi, assumendo il simbolo di libertà e indipendenza. Originalmente utilizzata come simbolo da parte della NSDAP, venne successivamente utilizzata nelle sue varianti verticale (come per il caso della 2. SS-Panzer-Division Das Reich), orizzontale (come nel caso dell'insegna della 4. SS-Polizei-Panzergrenadier-Division) o posta in sbarra (come nel caso del simbolo dei reparti Wehrwolf formati negli ultimi mesi di guerra).